# 쉬러 브롬리

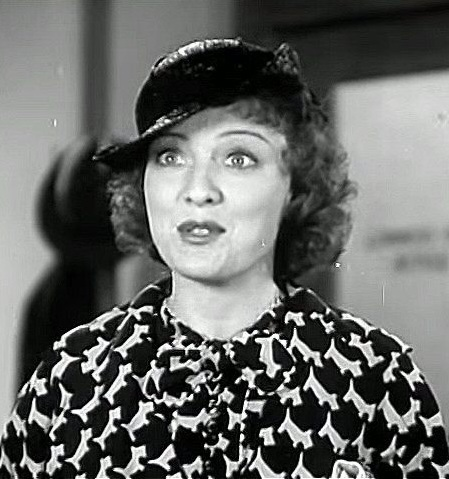

쉬러 브롬리(Sheila Bromley, 1907년 10월 31일 ~ 2003년 7월 23일)는 미국의 배우, 텔레비전 배우, 영화배우이다.
샌프란시스코에서 태어났으며 로스앤젤레스에서 사망하였다. 사인은 질병이다.

## 방송
- 달려라 래시

## 영화
- 나이트메어 서커스 (1976년)
- 제12순찰대 (1968년)
- 뉘른베르크의 재판 (1961년)
- 페리 메이슨 (1957년)
- 데어스 올웨이즈 터마로우 (1956년) - 우먼 프럼 파사데나 역
- 달려라 래시 (1954년)
- 92번가 집 (1945년)
- 1937년의 황금광들 (1936년)
- 메리 위도우 (1934년)
- 미트 더 바론 (1933년)
- 첫 항해 (1933년)